# Артенян, Андраник Акопович
Андрани́к Ако́пович Артеня́н (род. 13 октября 1996, Москва) — российский сёгист, обладатель максимального количества побед в чемпионате России по сёги, 3 дан ФЕСА.
Играть в сёги начал в 2012 году. На 1 января 2020 года занимал третью позицию в российском ФЕСА-листе.

## Разряды по сёги
- октябрь 2012: 7 кю ФЕСА
- декабрь 2012: 5 кю
- октябрь 2013: 1 кю
- август 2014: 1 дан[2]
- декабрь 2014: 2 дан[3]
- март 2019: 3 дан

## Турнирные достижения
- 2012: Бронзовый призёр Кубка Москвы по сёги.
- 2013: Чемпион 3-го Кубка России по сёги (Суздаль).
- 2014: Чемпион России по сёги.
- 2014: I—III место в финальном этапе отбора на МФС-2014 (при равенстве очков и коэффициентов первых трёх мест)[4].
- 2014: Бронзовый призёр Кубка России по сёги (Суздаль)[2].
- 2014: Серебряный призёр Кубка Посла Японии в России по сёги (Москва)[5].
- 2014: Чемпион Кубка Москвы по сёги[6].
- 2015: Серебряный призёр Белорусской премьер-лиги по сёги.
- 2015: Серебряный призёр Moscow Open.
- 2016: Чемпион Moscow Open.
- 2017: Бронзовый призёр Moscow Open[7].
- 2018: Серебряный призёр Moscow Open.
- 2018—2019, 2022: Чемпион России по сёги.